# Delia gallica
Delia gallica este o specie de muște din genul Delia, familia Anthomyiidae, descrisă de Willi Hennig în anul 1974. Conform Catalogue of Life specia Delia gallica nu are subspecii cunoscute.